# Extramental
Als extramental (lat. extra, „außer, außerhalb“ und mens, „Geist, Verstand, Vernunft“), im übertragenen Sinne mitunter auch extracranial (von lat. cranium, „Schädel“), werden Bereiche der Realität verstanden, die und wie sie außerhalb und unabhängig von einem bewussten Beobachter existieren. Entsprechend zählen dazu sowohl die eigentlichen Ursachen (das Ding an sich) sämtlicher Sinneseindrücke, die sich im Bewusstsein manifestieren, als auch jedwige Bereiche und Vorgänge in der Welt, die sich bewusstem Beobachtetwerden entziehen (die sprichwörtliche Rückseite des Mondes), oder von keinem Beobachter wahrgenommen werden (etwa das Geräusch eines Baumes, der im Wald zu Boden fällt).
Die Annahme extramentaler Seinsbereiche impliziert einen ontologischen Realismus und wird auch heute mehrheitlich vertreten in der zwar plausiblen, aber nicht unbedingt auch intuitiven Form, dass diesen Bereichen – im Sinne John Lockes – lediglich primäre Eigenschaften zugesprochen werden können, d. h. allein solche, die einzig aus ihren physischen Begebenheiten resultieren (reine Quantitäten, wie Bewegung, Kraft, Spannung oder Masse) und als solche von der Physik beschrieben werden. Während sekundäre Eigenschaften, also Qualitäten, wie Farbe, Geruch, oder Schall (als Empfindung), sich allein im subjektiven Erleben des Bewusstseins abzeichnen, auf dieses wesentlich angewiesen sind und außerhalb dessen keinerlei Entsprechung haben, sondern nur ihre Ursachen.
Nicht vereinbar ist die Annahme einer extramentalen Realität dagegen mit den meisten Varianten des Idealismus.